# Makoto Ozone
Makoto Ozone (en japonais : 小曽根真,) est un pianiste de jazz japonais né le 25 mars 1961 à Kōbe. 

## Biographie
« Enfant prodige » de l'orgue Hammond, l'instrument que joue aussi son père en musicien. A ce talent s'ajoute le piano, commencé à 12 ans, sous l'influence des morceaux d'Oscar Peterson dont il est fan.
En 1980, Makoto Ozone commence des études à la « Berklee School of Music ». L'un des enseignants, Gary Burton, l'engage en 1983 dans son quartet ; début d'une longue collaboration à travers les années, d'albums en concerts.
En 1984, il enregistre son premier disque sous son nom pour « CBS ».
En 1989, Makoto Ozone, retourne au Japon où il mène de front une carrière de jazzman, de musicien classique et d'animateur de shows télévisés. 
Ozone collabore avec Kimiko Itoh. Ils se produisent en duo au Montreux Jazz Festival et il enregistre son album Kimiko, qui remporte en 2000 le grand prix Swing Journal du disque de jazz au Japon. 
En septembre 2003, Ozone reçoit le doctorat honoraire de musique du Berklee College of Music.  
Makoto Ozone est un pianiste de jazz de stature internationale. Outre Gary Burton, on a pu l'entendre aux côtés de musiciens comme Chick Corea, Michel Petrucciani, Peter Erskine, John Patitucci, Paquito D'Rivera, Marc Johnson, Chuck Loeb, Jeff Lorber, Anna Maria Jopek…

## Discographie
- Makoto Ozone (Columbia, 1984)
- After (Columbia, 1986)
- Beautiful Love (Columbia, 1987-06-01)
- Now You Know (Columbia, 1987)
- Spring Is Here (CBS/Sony, 1987)
- Starlight (JVC/Victor, 1990)
- Nature Boys, (Verve, 1995)
- At The Montreux Jazz Festival, (Hear The Music, 1997) avec Kimiko Itoh
- Makoto Ozone The Trio, (Verve, 1997) (Makoto Ozone The Trio)
- Dear Oscar, (Verve, 1998) (Makoto Ozone The Trio)
- Three Wishes, (Verve, 1998) (Makoto Ozone The Trio)
- Pandora, (Verve, 2000) (Makoto Ozone The Trio)
- So Many Colors, (Verve, 2001) (Makoto Ozone The Trio)
- Treasure, (Verve, 2002) avec Michael Brecker, Gary Burton, Chick Corea
- Reborn, (Verve, 2003)  (Makoto Ozone The Trio)
- Real, (Verve, 2006)  (Makoto Ozone The Trio)
- Jungle, (Verve, 2009)

### AvecGary Burton
- Real Life Hits (ECM, 1984)
- Whiz Kids (album)|Whiz Kids (ECM, 1986)
- Face to Face (GRP, 1995)
- Virtuosi (Concord, 2002)
- Generations (Concord, 2004)
- Time Thread (Verve, 2013)

### AvecAnna Maria Jopek
- Road To Chopin (Merlin, 2009)
- Haiku (Universal, 2011)